# Makoba
Makoba är en ort i Botswana. Den ligger i den sydöstra delen av landet, 180 km nordost om huvudstaden Gaborone. Makoba ligger 848 meter över havet och antalet invånare är 1 006.
Terrängen runt Makoba är platt. Runt Makoba är det mycket glesbefolkat, med 3 invånare per kvadratkilometer.. Närmaste större samhälle är Kurametsi, 10,6 km nordväst om Makoba.
Omgivningarna runt Makoba är huvudsakligen savann.